# Plasmodium (eencellige)

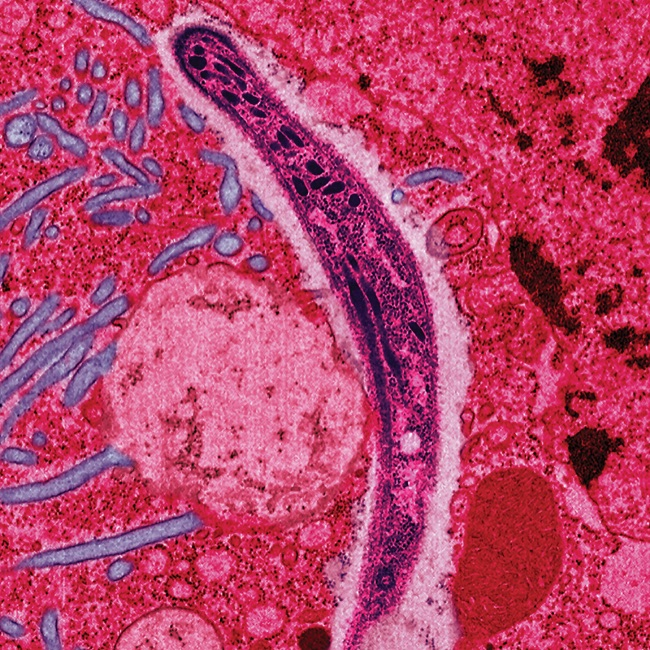
Een Plasmodium

Plasmodium is een geslacht van protista. Een infectie met dit geslacht staat bekend als malaria. De parasiet wordt verspreid door twee gastlichamen: een steekmug (de vector) en een gewervelde. Van de 200 bekende soorten Plasmodium, kunnen er 10 mensen infecteren. Andere soorten richten zich onder andere op vogels, reptielen en knaagdieren.
Steekmuggen van het geslacht Culex, Anopheles, Culiceta, Mansonia en Aedes kunnen dienstdoen als vector van de Plasmodium. De vector van de voor mensen schadelijke variant behoort tot het geslacht Anopheles.

## Geschiedenis
Het organisme werd voor het eerst ontdekt door Laveran op 6 november 1880 in een militair ziekenhuis in Constantine, Algerije. Manson kwam in 1894 met de hypothese dat de Plasmodium kon worden overgebracht door muggen. Deze hypothese werd in 1898 met een experiment van de Italiaanse professor Giovanni Battista Grassi en de Britse arts Ronald Ross bevestigd. Ross kreeg voor deze ontdekking de nobelprijs in 1902.
De naam Plasmodium werd bedacht in 1885 door Marchiafava en Celli. Anno 2007 waren er van dit geslacht 200 soorten bekend.

### Ontwikkeling van de parasiet

#### Schema van de parasitaire cyclus van dePlasmodium
Er zijn twee cycli betrokken bij de ontwikkeling van de malaria parasiet: de ongeslachtelijke cyclus in de mens en in de mug en de geslachtelijke cyclus, alleen in de mug.

#### Ongeslachtelijke ontwikkeling
De ongeslachtelijke ontwikkeling en verspreiding van de parasiet verloopt ruwweg in vier fasen.
1. De malariamug, een mug van het geslacht Anopheles, steekt iemand die al besmet is, en krijgt zodoende bloed met de parasiet binnen. In de darm van de mug vermeerdert de parasiet zich zowel geslachtelijk als ongeslachtelijk en gaat ook in de speekselklieren van de mug zitten.
2. De mug steekt iemand die nog niet besmet is. Hierbij worden kiemen van de parasiet (sporozoïeten) in het nog niet zieke menselijke lichaam geïnjecteerd(1). De muggen steken omdat ze bloed nodig hebben om eitjes te kunnen leggen. Malaria wordt dan ook alleen door vrouwtjesmuggen overgebracht.
3. De sporozoïeten komen in de lever terecht(2), waar ze zich verder ontwikkelen tot schizonten(3). Dit wordt schizogonie genoemd. Binnen de mens deelt de parasiet zich alleen ongeslachtelijk.
4. Uit de opengebarsten levercellen (hepatocyten) en schizonten komen merozoïeten vrij(4). Na deze eerste replicatie in de lever (exo-erytrocytische schizogonie (A)), ondergaan de parasieten aseksuele vermenigvuldiging in de erytrocyten (erythrocytische schizogonie (B)). In de bloedbaan dringen merozoïeten rode bloedcellen binnen(5), waar ze trofozoïten vormen. De ringstadia-trofozoïeten rijpen tot trofozoïten, die vervolgens scheuren waardoor meer merozoïeten vrijkomen(6). Hier ontwikkelen ze zich tot micro- en macrogameten (ook wel: gametocyten genoemd)(7).

Wanneer een mug een met malaria geïnfecteerd persoon steekt kan ze met het opgezogen bloed gametocyten opnemen. Deze gametocyten, de mannelijke (microgametocyten) en de vrouwelijke (macrogametocyten), reproduceren zich weer in de mug (zie stap 1).

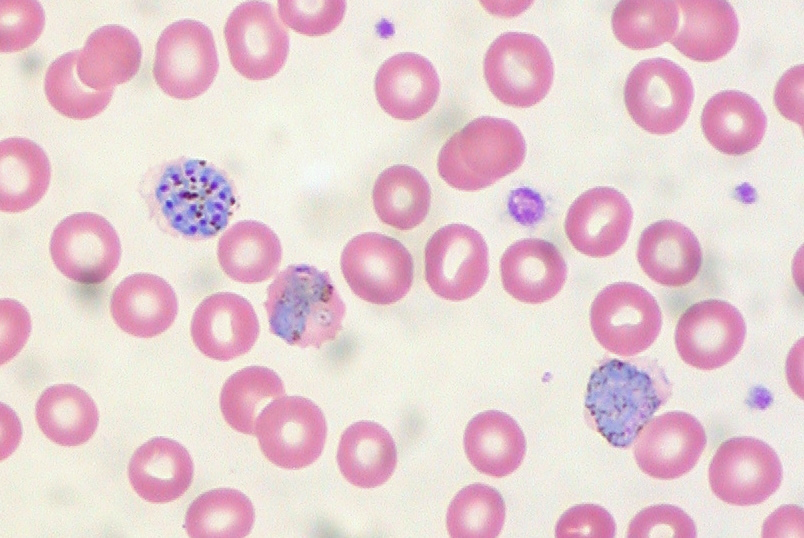
Schizont (links boven)
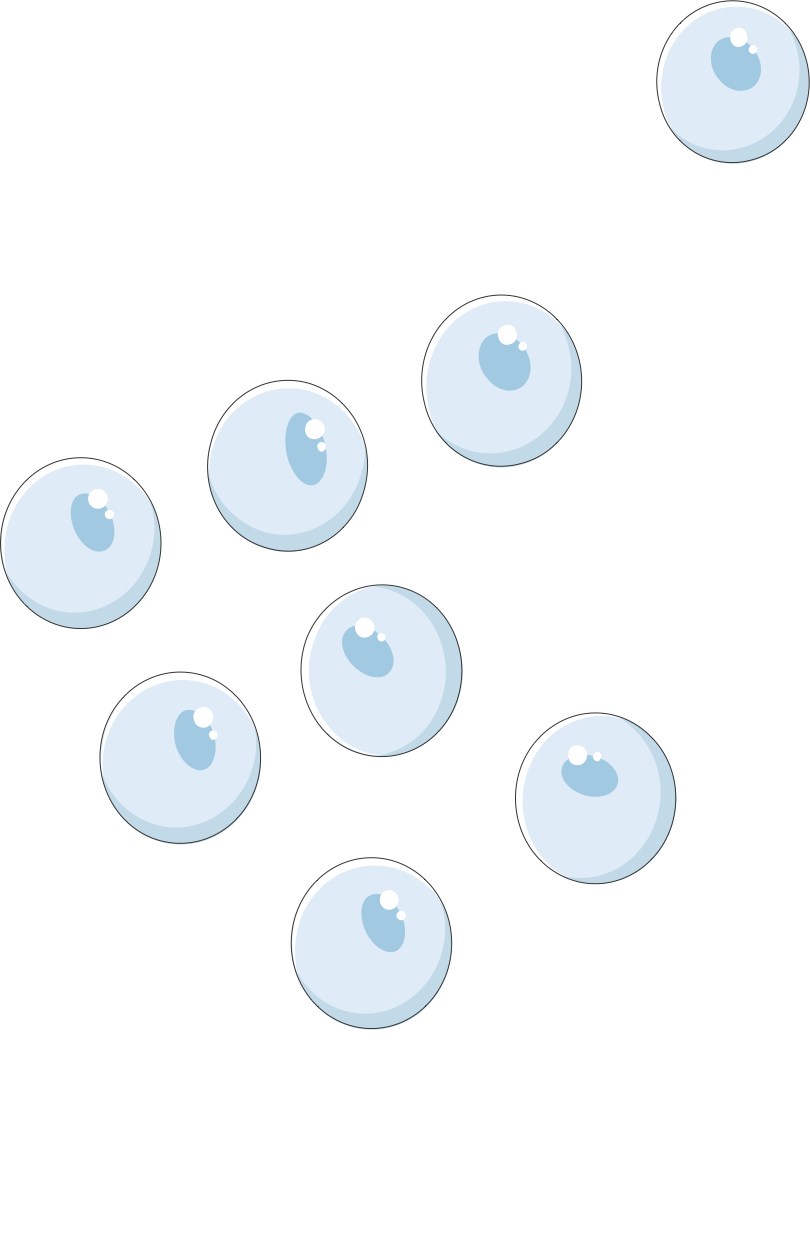
merozoïeten
Ringstadium trofozoït
Trofozoït
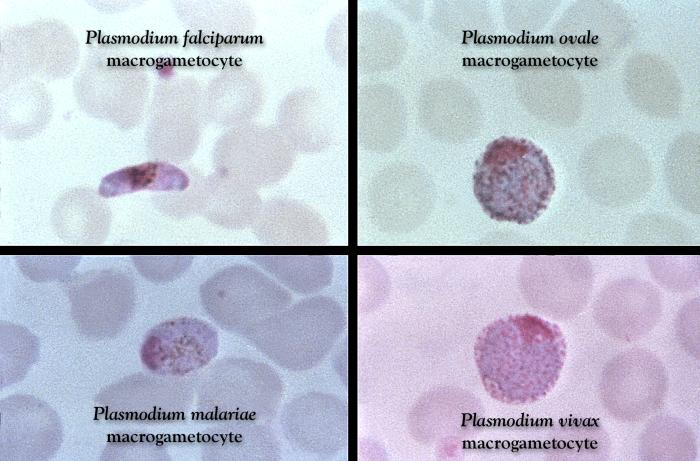
Macrogametocyten van verschillende soorten

#### Geslachtelijke ontwikkeling
De gametocyten worden ingenomen door een Anopheles-mug tijdens een bloedmaaltijd(8). De vermenigvuldiging van de parasieten in de mug staat bekend als de sporogonische cyclus(C). In de maag van de mug bevruchten de microgameten de macrogameten en worden de zygoten gevormd(9). Uit de zygoten ontstaan de beweeglijke en langwerpige ookineten(10), die de middelste darmwand van de mug binnendringen, waar ze zich tot oöcysten ontwikkelen(11). In de oöcysten ontstaan door deling vele duizenden sporozoïeten, die bij het stukbreken van de oöcysten vrijkomen(12) en zich naar de speekselklieren van de mug begeven. De mug steekt vervolgens iemand die nog niet besmet is. Hierbij worden de sporozoïeten in het nog niet zieke menselijke lichaam geïnjecteerd en begint de cyclus opnieuw.
NB: dit is een vereenvoudigd overzicht van de ontwikkeling van plasmodium, een ontwikkeling die veel verschillende stadia kent.

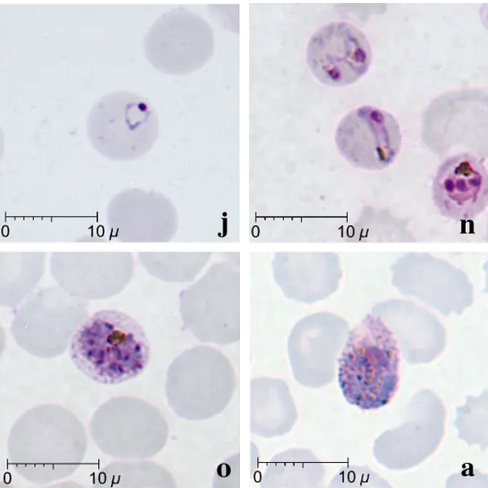
Trofozoït, vroeg stadium (linksboven); trofozoït, laat stadium (rechtsboven), schizont (linksonder), gametocyt (rechtsonder).
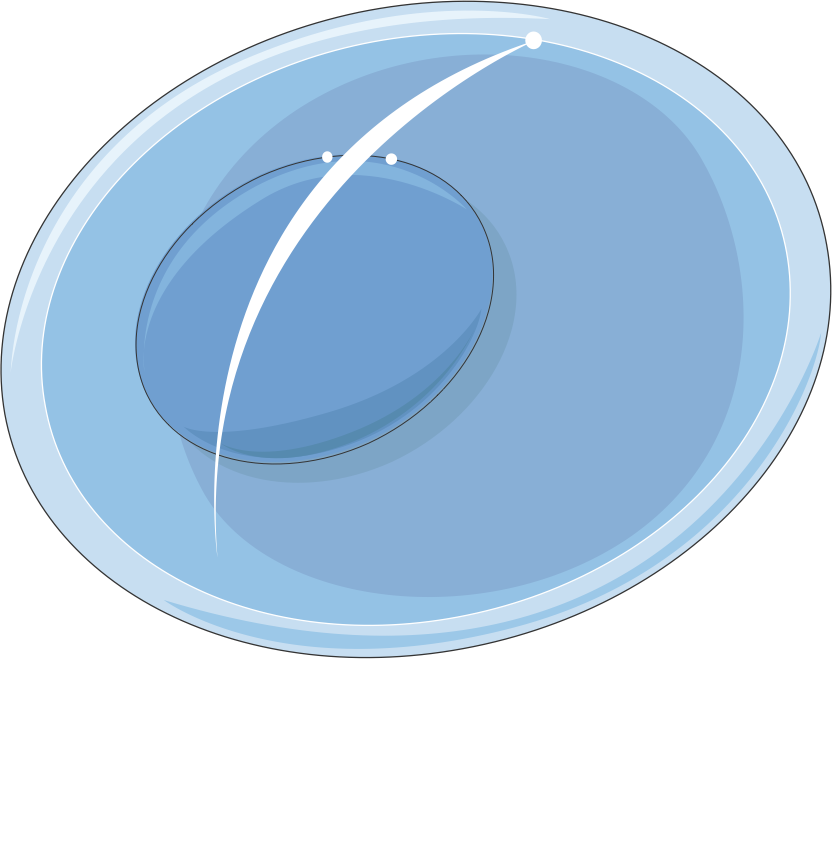
Zygoot
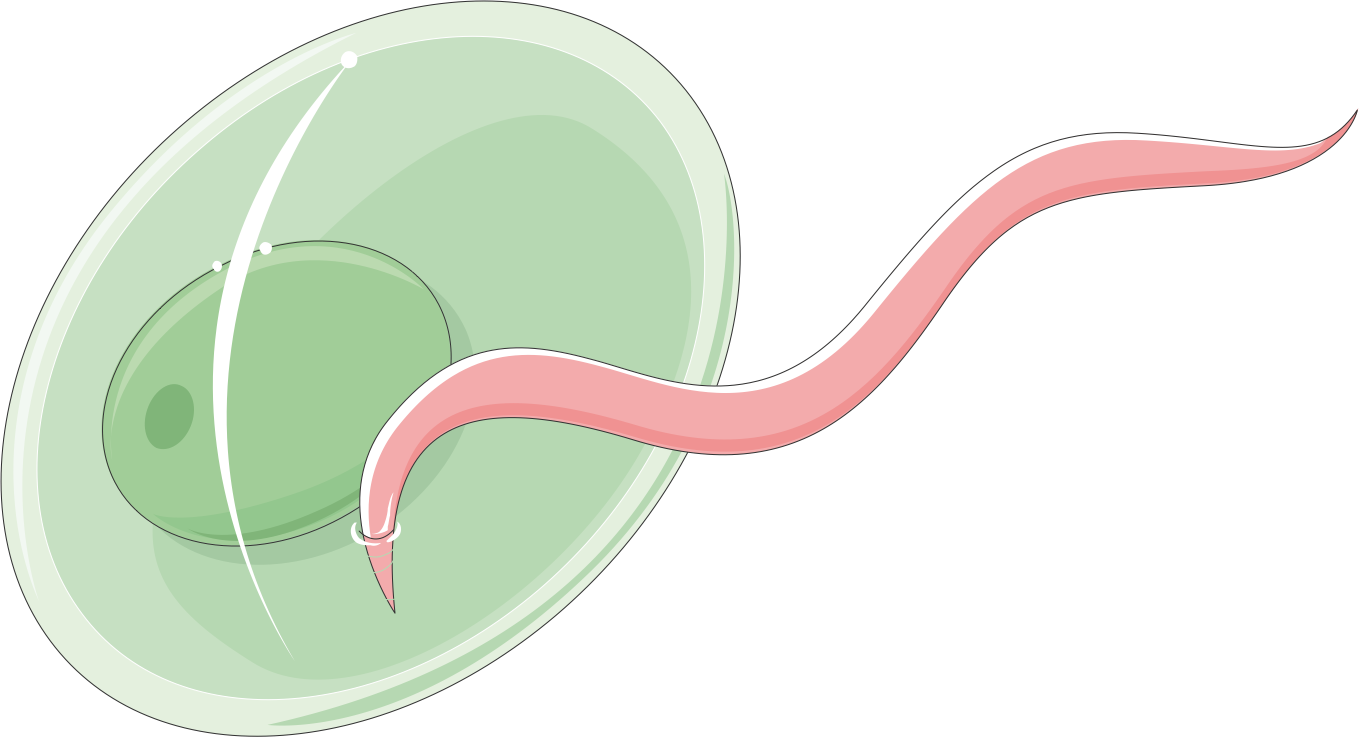
Oökineet
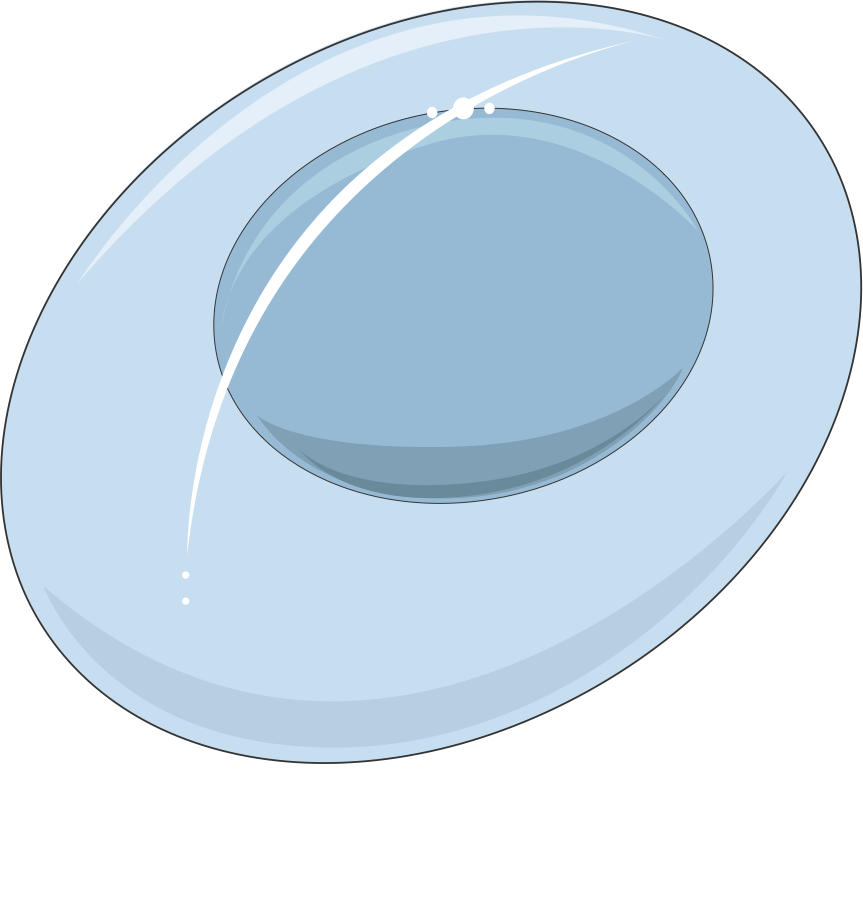
Oöcyst
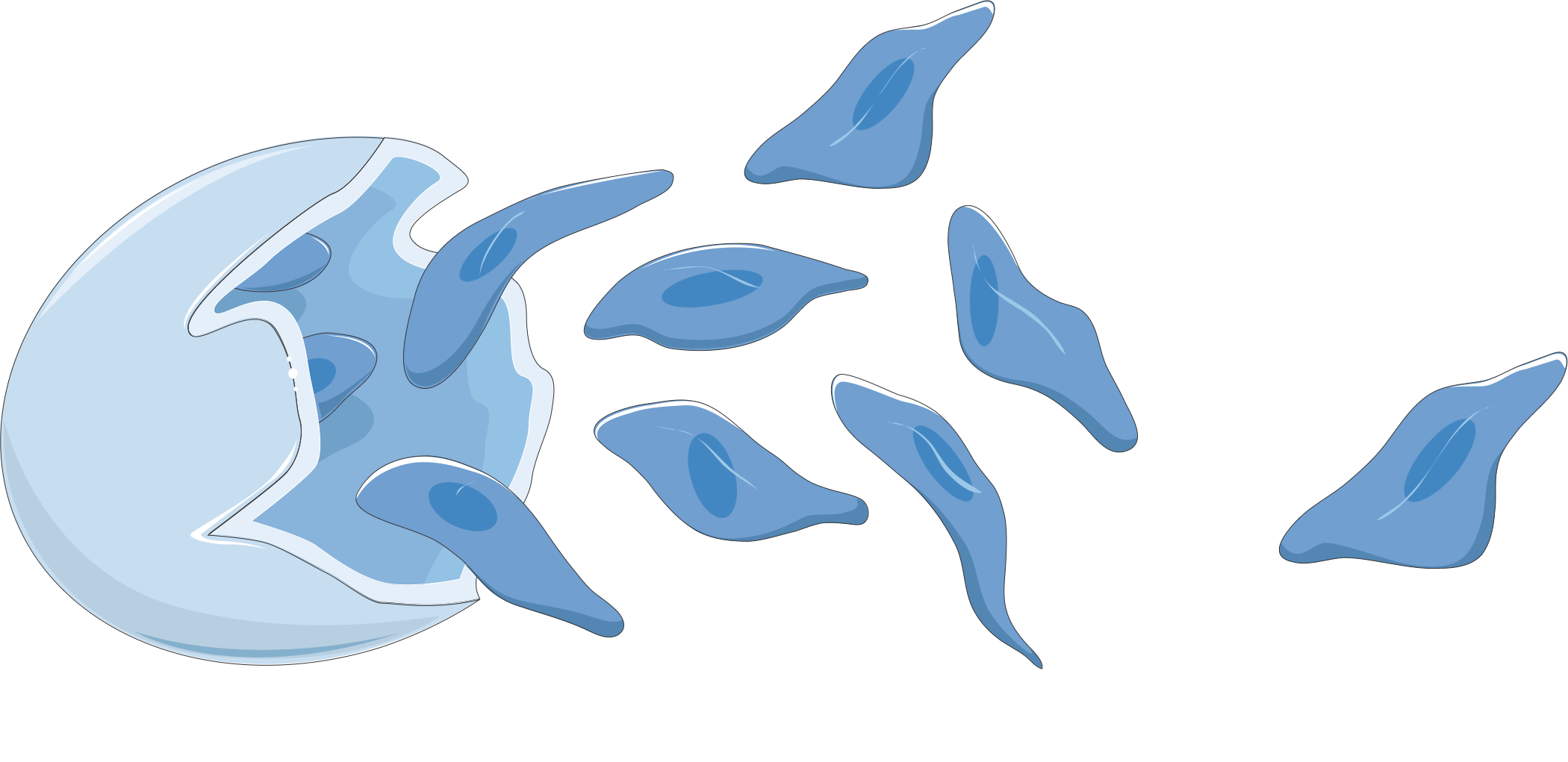
Sporozoïten

## Soorten
| - Plasmodium accipiteris - Plasmodium achiotense - Plasmodium achromaticum - Plasmodium acuminatum - Plasmodium adunyinkai - Plasmodium aegyptensis - Plasmodium aeuminatum - Plasmodium agamae - Plasmodium alloelongatum - Plasmodium anasum - Plasmodium anomaluri - Plasmodium arachniformis - Plasmodium ashfordi - Plasmodium atheruri - Plasmodium audaciosum - Plasmodium aurulentum - Plasmodium australis - Plasmodium attenuatum - Plasmodium azurophilum - Plasmodium balli - Plasmodium bambusicolai - Plasmodium basilisci - Plasmodium beebei - Plasmodium beltrani - Plasmodium berghei - Plasmodium bertii - Plasmodium bigueti - Plasmodium bitis - Plasmodium biziurae - Plasmodium booliati - Plasmodium bouillize - Plasmodium bowiei - Plasmodium brodeni - Plasmodium brasilianum - Plasmodium brasiliense - Plasmodium brumpti - Plasmodium brucei - Plasmodium brygooi - Plasmodium bubalis - Plasmodium bucki - Plasmodium bufoni - Plasmodium buteonis - Plasmodium capistrani - Plasmodium carinii - Plasmodium cathemerium - Plasmodium causi - Plasmodium cephalophi - Plasmodium cercopitheci - Plasmodium chabaudi - Plasmodium chalcidi - Plasmodium chiricahuae - Plasmodium circularis - Plasmodium circumflexum - Plasmodium clelandi - Plasmodium cordyli - Plasmodium cnemaspi - Plasmodium cnemidophori - Plasmodium coatneyi - Plasmodium coggeshalli - Plasmodium colombiense - Plasmodium columbae - Plasmodium corradettii - Plasmodium coturnixi |  | - Plasmodium coulangesi - Plasmodium cuculus - Plasmodium cyclopsi - Plasmodium cynomolgi - Plasmodium diminutivum - Plasmodium diploglossi - Plasmodium dissanaikei - Plasmodium divergens - Plasmodium dominicana - Plasmodium draconis - Plasmodium durae - Plasmodium effusum - Plasmodium egerniae - Plasmodium elongatum - Plasmodium eylesi - Plasmodium fabesia - Plasmodium fairchildi - Plasmodium falciparum - Plasmodium falconi - Plasmodium fallax - Plasmodium fieldi - Plasmodium fischeri - Plasmodium foleyi - Plasmodium formosanum - Plasmodium forresteri - Plasmodium floridense - Plasmodium fragile - Plasmodium galbadoni - Plasmodium garnhami - Plasmodium gallinaceum - Plasmodium giganteum - Plasmodium giganteumaustralis - Plasmodium giovannolai - Plasmodium girardi - Plasmodium gonderi - Plasmodium georgesi - Plasmodium globularis - Plasmodium gologoense - Plasmodium gonatodi - Plasmodium gracilis - Plasmodium griffithsi - Plasmodium guangdong - Plasmodium gundersi - Plasmodium guyannense - Plasmodium heischi - Plasmodium hegneri - Plasmodium hermani - Plasmodium herodiadis - Plasmodium heteronucleare - Plasmodium hexamerium - Plasmodium holaspi - Plasmodium holti - Plasmodium huffi - Plasmodium hylobati - Plasmodium icipeensis - Plasmodium iguanae - Plasmodium inconstans - Plasmodium inopinatum - Plasmodium inui - Plasmodium japonicum - Plasmodium jefferi - Plasmodium jiangi |  | - Plasmodium josephinae - Plasmodium joyeuxi - Plasmodium juxtanucleare - Plasmodium kempi - Plasmodium knowlesi - Plasmodium kentropyxi - Plasmodium lacertiliae - Plasmodium lagopi - Plasmodium lainsoni - Plasmodium landauae - Plasmodium leanucteus - Plasmodium lemuris - Plasmodium lepidoptiformis - Plasmodium limnotragi - Plasmodium lionatum - Plasmodium lophurae - Plasmodium loveridgei - Plasmodium lutzi - Plasmodium lygosomae - Plasmodium mabuiae - Plasmodium mackerrasae - Plasmodium mackiei - Plasmodium maculilabre - Plasmodium maior - Plasmodium majus - Plasmodium malariae - Plasmodium marginatum - Plasmodium matutinum - Plasmodium megaglobularis - Plasmodium melanoleuca - Plasmodium melanipherum - Plasmodium mexicanum - Plasmodium michikoa - Plasmodium minasense - Plasmodium modestum - Plasmodium morulum - Plasmodium multiformis - Plasmodium murinus - Plasmodium narayani - Plasmodium necatrix - Plasmodium neotropicalis - Plasmodium neusticuri - Plasmodium nucleophilium - Plasmodium octamerium - Plasmodium odocoilei - Plasmodium osmaniae - Plasmodium ovale - Plasmodium paddae - Plasmodium papernai - Plasmodium paranucleophilum - Plasmodium parvulum - Plasmodium pedioecetii - Plasmodium pelaezi - Plasmodium percygarnhami - Plasmodium pessoai - Plasmodium petersi - Plasmodium pifanoi - Plasmodium pinotti - Plasmodium pinorrii - Plasmodium pitheci - Plasmodium pitmani - Plasmodium polare |  | - Plasmodium pulmophilum - Plasmodium pythonias - Plasmodium quelea - Plasmodium reichenowi - Plasmodium relictum - Plasmodium rhadinurum - Plasmodium rhodaini - Plasmodium robinsoni - Plasmodium rousetti - Plasmodium rousseloti - Plasmodium rouxi - Plasmodium sandoshami - Plasmodium sasai - Plasmodium saurocaudatum - Plasmodium schweitzi - Plasmodium scelopori - Plasmodium scorzai - Plasmodium semiovale - Plasmodium semnopitheci - Plasmodium shortii - Plasmodium siamense - Plasmodium silvaticum - Plasmodium simium - Plasmodium simplex - Plasmodium smirnovi - Plasmodium stuthionis - Plasmodium tanzaniae - Plasmodium tenue - Plasmodium tejerai - Plasmodium telfordi - Plasmodium tomodoni - Plasmodium torrealbai - Plasmodium toucani - Plasmodium traguli - Plasmodium tribolonoti - Plasmodium tropiduri - Plasmodium tumbayaensis - Plasmodium tyrio - Plasmodium uilenbergi - Plasmodium uluguruense - Plasmodium uncinatum - Plasmodium uranoscodoni - Plasmodium utingensis - Plasmodium uzungwiense - Plasmodium watteni - Plasmodium wenyoni - Plasmodium vacuolatum - Plasmodium vastator - Plasmodium vaughani - Plasmodium vautieri - Plasmodium venkataramiahii - Plasmodium vinckei - Plasmodium vivax - Plasmodium volans - Plasmodium voltaicum - Plasmodium wenyoni - Plasmodium yoelii - Plasmodium youngi - Plasmodium zonuriae |

## Voetnoten
1. ↑  Chavatte J.M. et al. (2007) Probable speciations by "host-vector 'fidelisation'": 14 species of Plasmodium from magpies. Parasite 14(1):21-37